# 2014 SZ348
2014 SZ348, também escrito como 2014 SZ348, é um objeto transnetuniano que está localizado no Cinturão de Kuiper, uma região do Sistema Solar. Ele possui uma magnitude absoluta de 8,0.

## Descoberta
2014 SZ348 foi descoberto no dia 20 de setembro de 2014 pelo The Dark Energy Survey.

## Órbita
A órbita de 2014 SZ348 tem uma excentricidade de 0,234 e possui um semieixo maior de 48,163 UA. O seu periélio leva o mesmo a uma distância de 36,881 UA em relação ao Sol e seu afélio a 59,446 UA.